# Côm lá đào
Cùng tên Côm lá đào xin xem thêm tại Côm bộng
Côm lá đào hay còn gọi côm lá prun (danh pháp khoa học: Elaeocarpus prunifolius) là một loài thực vật có hoa thuộc họ Elaeocarpaceae. Loài này có ở Bangladesh và Ấn Độ. Chúng hiện đang bị đe dọa vì mất môi trường sống.